# Marcus Valerius Messalla Corvinus (Konsul 58)
Marcus Valerius Messalla Corvinus war ein römischer Politiker und Senator im 1. Jahrhundert n. Chr.
Messalla Corvinus war ein Sohn des Marcus Valerius Messalla Messallinus, Konsul im Jahr 20. Vor dem Jahr 47 war er als Kandidat des Kaisers Claudius Quästor in der Provinz Lycia, wo er und seine Gattin Vilia Flacilla in der Stadt Limyra mit einer Ehrenstatue geehrt wurden. Seit dem Jahr 47/48 war er Mitglied im Priesterkollegium der Arvalbrüder. Im Jahr 58 wurde er zusammen mit Kaiser Nero Konsul; von Mai bis Juni dann mit Gaius Fonteius Agrippa. Da seine Familie verarmt war, erhielt er von Nero eine jährliche Zuwendung von 500 000 Sesterzen.